# Stanisław Reszka

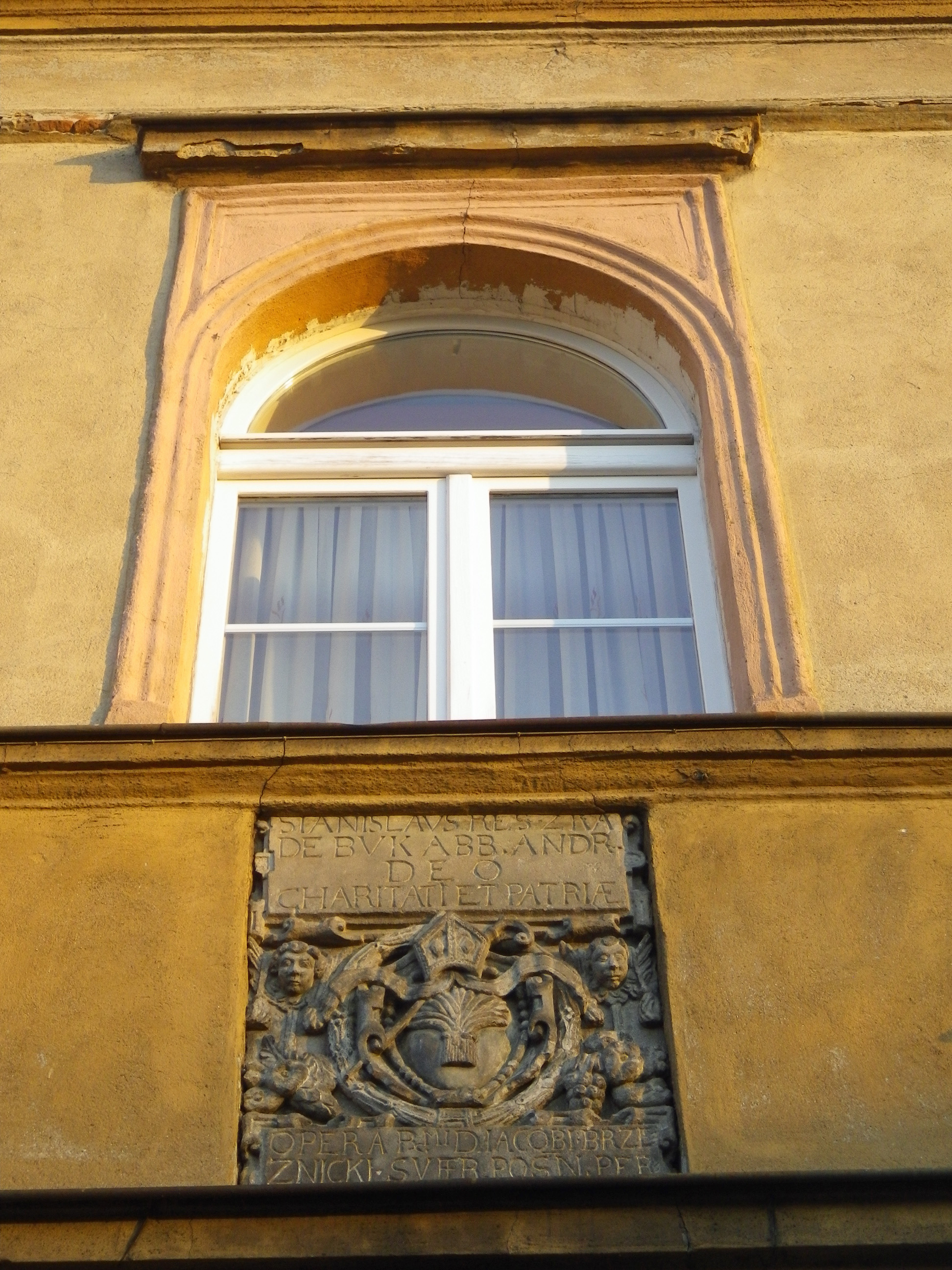
Łacińska inskrypcja poświęcona Stanisławowi Reszce ponad wejściem do dawnego szpitala św. Ducha w Buku, ufundowanego przez Stanisława Reszkę

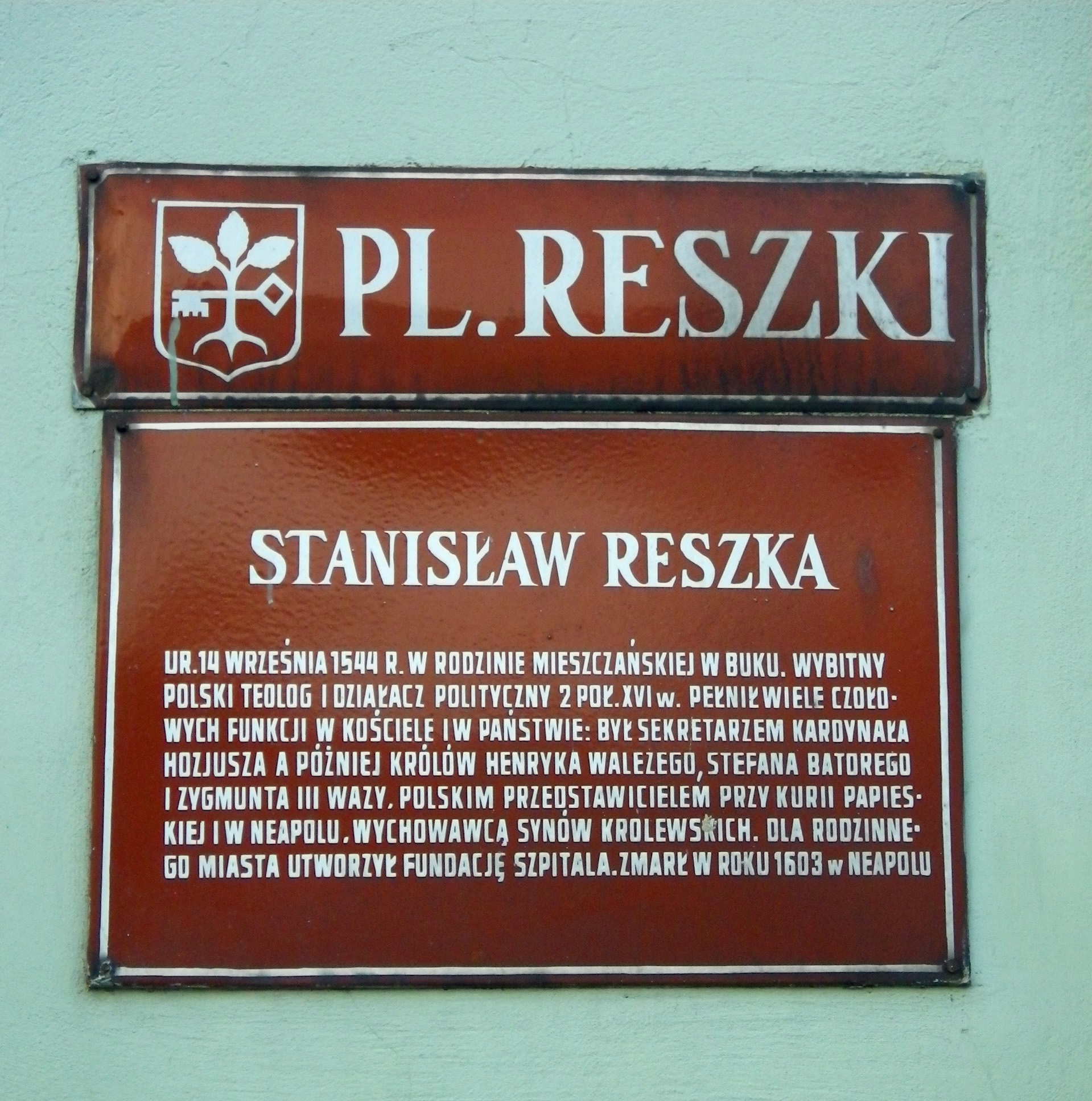
Tablica z krótkim biogramem patrona placu w Buku

Stanisław Reszka inna forma nazwiska: Rescius, anagram: Sanis recta salus, (ur. 14 września 1544 w Buku, zm. 3 kwietnia 1600 w Neapolu) – opat jędrzejowski (in commendam) w 1585 roku, kanonik warmiński w 1571 roku, dziekan warszawski w 1583 roku, sekretarz królewski w 1573 roku, protonotariusz apostolski, dyplomata, pamiętnikarz, polemista piszący głównie po łacinie, przedstawiciel dyplomatyczny Rzeczypospolitej w Państwie Kościelnym w 1588 roku.

## Życiorys
Wywodził się z rodziny mieszczańskiej. Kształcił się w Collegium Lubranscianum w Poznaniu, we Frankfurcie nad Odrą a także w Wittenberdze i Lipsku. Doktorat uzyskał w Perugii. W roku 1559 został sekretarzem biskupa Stanisława Hozjusza. Był założycielem i fundatorem jedynego w Buku szpitala, opatem jędrzejowskim, kanonikiem kilku kapituł, a także był sekretarzem króla Stefana Batorego i wychowawcą przyszłego biskupa warmińskiego Andrzeja Batorego. W 1565 roku przyjął w Rzymie święcenia diakonatu. W roku 1571 został kanonikiem warmińskim. Od 1592 roku przebywał w Neapolu jako poseł Rzeczypospolitej. W Kurii Rzymskiej był protonotariuszem apostolskim. Ogłosił pisma polemiczne przeciwko innowiercom, wydał dzieła wszystkie Hozjusza (Opera omnia, 1-2, Kolonia 1584). Opracował pierwszą biografię kardynała Hozjusza. Utrzymywał kontakty z wybitnymi przedstawicielami kultury europejskiej. Był osobą cenioną i szanowaną w społeczeństwie. O jego zasługach przy założeniu szpitala w Buku mówi m.in. wypis z 1737 roku, autorstwa Kaczkowskiego: Szpital ten założonym jest kosztem Wielebnego niegdy Stanisława Reszki, opata jędrzejowskiego, murowany wraz z kaplicą dotąd nie poświęconą. Znajduje się w nim dwanaście izdebek i jedna wielka izba ogrzewana z obszerną kuchnią. Po śmierci Stanisława Reszki papież Klemens VIII wystawił w Neapolu pomnik z jego wizerunkiem wykutym w marmurze. W rodzinnym Buku jego imieniem nazwano plac, przy którym znajdował się ufundowany przez niego szpital.

## Twórczość

### Ważniejsze utwory
- De obitu magni Stanislai Hosii cardinalis ode lugubris[3], Kraków 1580, drukarnia Łazarzowa; przedr. w Stanislai Hosii... vita
- De rebus gestis Stephani I regis Poloniae...contra magnum Moschorum ducem narratio, Rzym 1582
- Diarium. 1583-1589, wyd. krytyczne J. Czubek Archiwum do Dziejów Literatury i Oświaty w Polsce, t. 15 (1915)
- Przestroga pastyrska do miasta warszawskiego[4], Poznań 1585, drukarnia J. Wolrab
- Stanislai Hosii... vita[5], Rzym 1587, wyd. następne: pt. Vita D. Stanislai Hosii..., Oliwa 1690; przy M. Sander De origine ac progressu schismatis anglicani libri tres, Gdańsk 1698; przy "Stanislai Hosii epistolae", t. 1, Kraków 1879, Acta Historica Res Gestas Poloniae Illustrantia, t. 4; wyd. J. Smoczyński, Pelplin 1938 (antydatowany 1937), Wydawnictwa Teologiczne Diecezji Chełmińskiej nr 2; przekł. niemiecki: J. Fickler pt. Gründliche und ausfürliche Beschreibung der Geschichten gantzen Lebens und Sterbens... Stanislai Hosii, Ingolstadt 1591
- Spongia, qua absterguntur convitia et maledicta Equitis Poloni contra Iesuitas[6], Kraków 1590, drukarnia A. Piotrkowczyk, wyd. następne: Ingolstadt 1591, Neapol 1592, (przeciw: Equitis Poloni in Iesuitas actio prima, zob.: t. 1)
- Ministromachia, Kraków 1591, drukarnia Łazarzowa, wyd. następne: Kolonia 1592
- Piarum meditationum progimnasmata, Neapol 1594
- De atheismis et phalarismis Evangelicorum[7], Neapol 1596, drukarnia J. Carlinus i A. Pacis(?)
- Paszkwile łacińskie: De articulo confederationis haereticorum; Dialogus de turbulenta haereticorum pace in Polonia, quam confoederationem vocant; wyd. T. Wierzbowski "Wiersze polityczne i przepowiednie, satyry i paszkwile z XVI wieku", Warszawa 1907, Biblioteka Zapomnianych Poetów i Prozaików Polskich XVI-XVIII w., zeszyt 24; rękopis znajdował się w Bibliotece Uniwersytetu Warszawskiego

### Przekłady
- S. Hozjusz Konfederacyjej w Warszawie r. 1573... rozbieranie, wyd. J. Czubek "Pisma polityczne z czasów pierwszego bezkrólewia", Kraków 1906

### Prace edytorskie
- S. Hozjusz Opera omnia, t. 1-2, Kolonia 1584, drukarnia M. Cholinus

### Listy i materiały
- Epistolarum liber unus, Neapol 1594, drukarnia H. Salvianus; Epistolarum pars posterior, Neapol 1598, drukarnia J.J. Carlinus, (tu m.in. listy do: Andrzeja Batorego, Stefana Batorego, W. Goślickiego, J. Szczęsnego Herburta, S. Karnkowskiego, M. Kromera, J. Lipsiusa, A.P. Nideckiego, H. Powodowskiego, S. Sokołowskiego, J.D. Solikowskiego, S. Szymonowica, T. Tretera, K. Warszewickiego); 2 listy do S. Szymonowica, dat. z: Rzymu 28 marca 1590, z Neapolu 1594 oraz od S. Szymonowica, dat. ze Lwowa 25 kwietnia 1591, przedr. A. Bielowski "Szymon Szymonowic", Pamiętniki AU Wydział Filologiczny i Historyczno-Filozoficzny, t. 2 (1875) i odb.; fragm. listu do S. Szymonowica, dat. z Neapolu 1594, w przekł. polskim podał M. Wiszniewski Historia literatury polskiej, t. 6, Kraków 1844, s. 279-282
- Listy z lat 1574-1595 do: Stefana Batorego, B. Kosa, Latiniusa, O. Łaskiego, J. Młodziejowskiego, kardynała W. Sirleto, Zygmunta III Wazy oraz nieznanej z nazwiska osoby, wyd. T. Wierzbowski Materiały do dziejów piśmiennictwa polskiego, t. 1, Warszawa 1900
- List do Jana Hozjusza (brata Stanisława), zawierający opis śmierci S. Hozjusza, dat. z Rzymu 16 sierpnia 1579, wydane pt. Epistola de transitu S. Hosii 1579 w: S. Hozjusz Opera omnia, t. 2, Kolonia 1584, s. 485-491; przekł. polski A.S. pt. "Zgon Stanisława Hozjusza", Miesięcznik Diecezji Chełmińskiej 1936
- Listy z lat 1582-1585 do: W. Baranowskiego, Stefana Batorego, A. Bolognettiego, kardynała K. Boromeusza, kardynała Comensis, M. Kromera, M.A. Mureto, A. Possewina, J. Zamoyskiego; wyd. E. Kuntze Monumenta Poloniae Vaticana, t. 6 (1938) – t. 7 (1939/1948-1950)
- 17 listów polskich z lat 1584-1590 do: Anny Jagiellonki, Stefana Batorego, W. Baranowskiego, J. Firleja, J. Młodziejowskiego, J. Tarnowskiego, J. Zamoyskiego, Zygmunta III; ogł. w całości i fragm. A. Grabowski Starożytności historyczne polskie, t. 2, Kraków 1840
- Listy do J. Zamoyskiego z roku 1588, wyd. K. Lepszy w: Archiwum Jana Zamoyskiego, t. 4, Kraków 1948
- Listy do S. Reszki z lat 1573-1583, m.in. od A.P. Nideckiego, wyd. M. Wiszniewski Historia literatury polskiej, t. 6, Kraków 1844, s. 279-282
- Listy od J. Zamoyskiego z lat 1580-1584, wyd. J. Siemieński w: Archiwum Jana Zamoyskiego, t. 2, Warszawa 1909; t. 3, Warszawa 1913
- Listy i pisma urzędowe z lat 1581-1585 od: Stefana Batorego, A. Bolognettiego, S. Karnkowskiego, J. Łempickiego; wyd. E. Kuntze Monumenta Poloniae Vaticana, t. 6 (1938) – t. 7 (1939/1948-1950)
- Listy z lat 1582-1599 od: A. Bolognettiego, Andrzeja Batorego, papieża Grzegorza XIV, S. Suchorzewskiego, J. Zamoyskiego, Zygmunta III Wazy oraz nieznanej z nazwiska osoby, wyd. T. Wierzbowski Materiały do dziejów piśmiennictwa polskiego, t. 1, Warszawa 1900
- Listy z lat 1584-1590 od: Anny Jagiellonki, W. Baranowskiego, jezuity Bernarda, W. Goślickiego, J. Zamoyskiego, Zygmunta III Wazy; ogł. w całości i fragm. A. Grabowski Starożytności historyczne polskie, t. 2, Kraków 1840
- Acta legationis meae apud Sixtum V, pontificem maximum, Rempublicam Venetam et Ferdinandum, magnum ducem Florentinum et ducem Ferrariae, a. d. 1588, 1589, 1590; rękopis (w dużej części autograf): Biblioteka Jagiellońska nr 159
- Pokwitowanie pieniężne, dat. w Niepołomicach 22 marca 1586, ogł. T. Wierzbowski Materiały do dziejów piśmiennictwa polskiego, t. 1, Warszawa 1900
- Paszport do Włoch, dat. w Krakowie 31 stycznia 1588, ogł. T. Wierzbowski Materiały do dziejów piśmiennictwa polskiego, t. 1, Warszawa 1900
- 3 pisma królewskie z lat 1588-1597, dotyczące S. Reszki jako opata jędrzejowskiego, ogł. T. Wierzbowski Materiały do dziejów piśmiennictwa polskiego, t. 2, Warszawa 1904
- Pismo Zygmunta III do klasztoru jędrzejowskiego w sprawie wyjazdu S. Reszki do Włoch, dat. z Krakowa 23 lutego 1592, ogł. T. Wierzbowski Materiały do dziejów piśmiennictwa polskiego, t. 1, Warszawa 1900
- Dedykacja (oktawa) T. Tassa na egz. La Gerusalemme conquistata, ogł.: tekst włoski: S. Windakiewicz "Polacy w Padwie", Przegląd Warszawski 1922, t. 3, s. 14; także w przekł. włoskim artykułu pt. "I Polacchi a Padova", Omaggio dell' Accademia Polacca di Scienze e Lettere all' Università di Padova nel settimo centenario della sua fondazione, Kraków 1922, s. 20; L. Locatelli "L' autografo dell' ottava che T. Tasso scrisse per Mons. Reszka", Bergomum 1925; A. Cronia "La conoscenza del Mondo Slavo in Italia. Bilancio storico-bibliografico di un millennio", Padwa 1958, Instituto di Studi Adriatici Venezia, s. 160-161; przekł. polski: S. Windakiewicz "Tasso i Reszka", Czas 1890, nr 212, (wiadomość z korespondencji S. Reszki podają też m.in.: K. Lepszy Rzeczpospolita Polska w dobie sejmu inkwizycyjnego (1589-1592), Kraków 1939 passim; P. Savio "De actis Nuntiaturae Poloniae quae partem Archivi Secretariatus Status constituunt", Watykan 1947, Studia Teologiczne XIII, s. 136-137; H. Barycz "Wiedeń a Polska w epoce Renesansu i Reformacji", Przegląd Zachodni 1953, nr 11/12, s. 749, przypis 212; H. Barycz "Dokumenty i fakty z dziejów reformacji. IV. Historia zburzenia zboru krakowskiego z roku 1587", Reformacja w Polsce 1953/1955, wyd. 1956, s. 234, przypis 31)

### Przekład o autorstwie niepewnym
- S. Hozjusz Księgi o jasnym a szczyrym Słowie Bożym... Item Rozmowa o tym, godzili się laikom kielicha, księżej żon dopuścić, w Kościele służbę Bożą językiem przyrodzonym sprawować, Kraków 1562, drukarnia Łazarz Andrysowic, (hipotezę, że tłumaczył ją S. Reszka, wysunął K. Mecherzyński Historia wymowy w Polsce, t. 2, Kraków 1858, s. 59)